# Рогозинські острови
Рого́зинські острови́ — ландшафтний заказник місцевого значення в Черкаському районі Черкаської області.

## Опис
Знаходиться у верхній частині Кременчуцького водосховища біля с. Тубільці Черкаського району в адмінмежах Будищенської сільради на землях водного фонду.
Як об'єкт природно-заповідного фонду створено рішенням Черкаської обласної ради від 23.01.2009 р.
У заказнику збереглися у природному, майже недоторканому стані екосистеми заплави. На островах зустрічаються рідкісні види рослин занесені до Червоної книги України, — серед лучної рослинності такі як зозулинець болотний та блощичний. Поширені тут синтаксони водної і болотної рослинності занесені до Зеленої книги України. Верхня та нижня частини акваторії заказника є цінним нерестовищем, оскільки є мілководдям, решта — є прекрасним місцем для любительського рибальства. Водяні рослини, залишки рогозу, очерету є субстратом для ікри. Іхтіофауна представлена близько 30 видами риб із 8 родин, понад 10 з яких мають промислове значення. Острови є місцем гніздування, жировки, відпочинку осілих, гніздових та зимуючих видів птахів. Надзвичайно важливе значення мають острови як місце зупинки під час перельотів мігруючих птахів. Тут зупиняються лелека чорний, орлан-білохвіст та лунь польовий — види занесені до Червоної книги України.
Станом на 2011 рік існував проєкт включення заказника до складу проєктованого Канівського біосферного заповідника.